# マクラーレン・MP4/8
マクラーレン MP4/8 (McLaren MP4/8) はマクラーレンが1993年のF1世界選手権に投入したフォーミュラ1カー。設計はチーフデザイナーのニール・オートレイとエアロダイナミシストのアンリ・デュラン。1993年の開幕戦から最終戦まで実戦投入された。

## 概要
シャーシはMP4/7Aから特にフロント周りの空力デザインが見直された。先端に向かって下垂（スラント）するハイノーズを採用し、ノーズ下面にキールを設けてロワアームをマウントした。開幕戦から、サイドポンツーンとフロントタイヤの間に大型の整流板（ディフレクター）が設置された。1985年にロータス・97Tが先鞭をつけたものだが、これは後年に「バージボード（もしくはターニングベイン）」と呼び名を変え、フットワークのメゾネットウィング(2段式リヤウィング)同様1993年シーズン中に多くのチームが模倣することになった。
また、アクティブサスペンション、パワーアシストブレーキ、進化型セミオートマチックトランスミッション（シフトアップはフルオートマチック化。プログラムシフトも可能）といったハイテクシステムが新たに搭載された。アクティブサスペンションはマクラーレンとビルシュタインが共同開発したもので、シーズン途中からフットワーク・FA14にも供給された（ただしフットワークへ供給されたものは、スペックダウンされたカスタマー版である）。
1992年いっぱいでホンダエンジンを失ったマクラーレンは代替エンジンの獲得に苦労し、1993年はフォード・コスワース・HBエンジンを搭載することとなった。ホンダパワーを失ったものの、MP4/8はハイテク化と軽量なパッケージングが奏功し、予想を上回るポテンシャルを発揮。しかしコースによってマシンが不向きな場面やエンジンパワー不足の傾向もしばしば現れ、ルノーV10を積むウィリアムズの2台だけでなく、HBエンジンのトップチームを巡ってライバル関係だったベネトンのミハエル・シューマッハに対しても苦戦を強いられることとなった。
MP4/8をテストと実戦でドライビングしたミカ・ハッキネンによると、「このマシンでは相当な距離を走り込んだけど、間違いなく良いクルマだった。ただしシャシーのバランスには問題があって、限界まで攻めるとどのコーナーでもハンドリングに重大な欠点が生じた。僕が思うには、使っていたフォードHBエンジンのパワー不足を補うためにダウンフォースを削らざるを得なかったので、空力面に問題が生じてシャシー本来のパフォーマンスを引き出せなかったように感じている。」「走行の後には夜遅くまで会議になり、燃料タンクの構造を変えたりバラストの位置変更など細かに重量配分を調整したりしたけど、空力を根本的に見直せばもっと良い結果が得られていたかもしれない。」「フォードHBエンジンはとてもいいエンジンだったけど、燃料がフルタンクで重いとストレートの加速がどうしようもなく遅く、相手が（ウィリアムズ・FW15Cの）ルノーV10だと歯が立たなかった。」との体験談を述べており、セナのドライビングとマシンセッティングがマッチしたブラジル、ドニントン、モナコ、鈴鹿などで勝利を収めたが、多くのグランプリではパワーに勝るウィリアムズ・ルノーに勝つことは出来なかった。
前作MP4/7より軽量・コンパクトになり扱いやすくなった効果で同じHBエンジンを搭載するベネトンとはシーズンを通してバトルが見られ、シューマッハとセナの戦いが繰り広げられた。エンジンのワークス供給を受けるベネトンとの間では、HBエンジンの供給スペックを巡る争いもシーズン序盤から多く報じられ、フォードとのワークス契約を持ち最新スペック（シリーズVI、VII、VIIIを使用）を使う権利を待っていたのは本来ベネトンのみだったが、カスタマー扱いで旧スペックのHBエンジンが供給されていたマクラーレンは、シリーズVエンジンでセナによりベネトンより先に勝利を挙げるとロン・デニスがフォードにベネトンと同じ最新スペックを要求、詳細な交渉内容は明かされていないが、ベネトンのフラビオ・ブリアトーレ、フォード、マクラーレンのロン・デニスの3者の合意により、第9戦イギリスGPからはMP4/8にも最新スペックのエンジン（シリーズVII、VIII）が搭載されるようになった。このほかランボルギーニV12エンジンのテストなど、エンジン供給に関する話題は多かった。
また、セナのチームメイトはマイケル・アンドレッティを起用したが、F1に馴染めず9月のイタリアGPで3位表彰台を獲得したのを最後にシートを降り、第14戦ポルトガルGPからは第3ドライバーだったミカ・ハッキネンがドライブした。

## 1993年シーズン

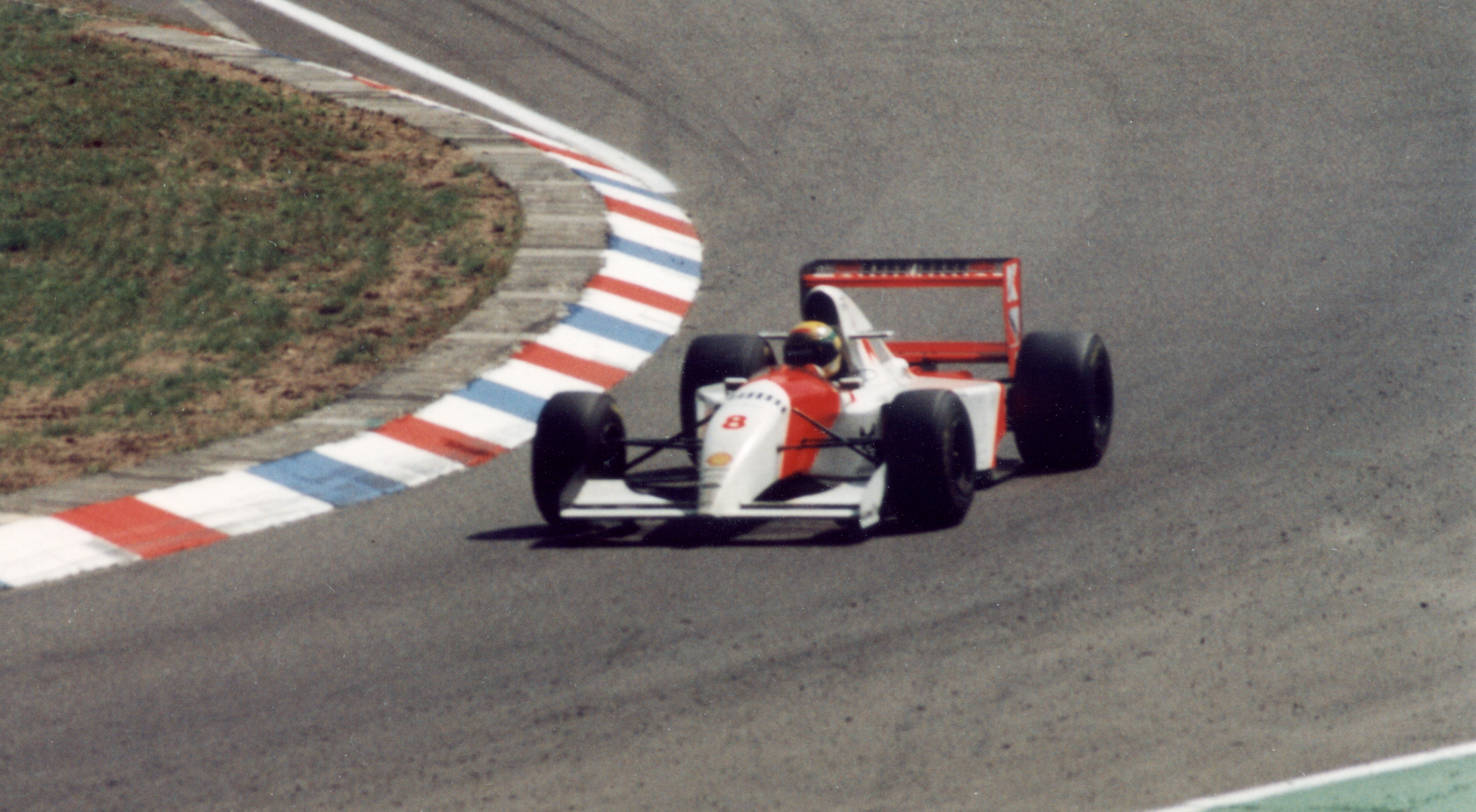
アイルトン・セナがドイツGPでドライブするMP4/8。

前シーズン終了後、アイルトン・セナとチームを統括するロン・デニスとの間で契約更新の交渉が成立せず、セナはインディカー（CART）転向や1年休養説が報じられたが、シーズンが始まると雨絡みのブラジルGP、ヨーロッパGPで連勝、モナコGPでの5連覇も果たし、一時ポイントランキング首位となった。中盤戦の高速サーキットなどはライバルに対し見せ場を作れずに苦戦が続き、カスタマーHBエンジンを使うセナと、ワークスHBエンジンを使うベネトンのシューマッハとの間で3位争いが見られた。ドイツグランプリからはベネトンと同スペックのエンジンがマクラーレンにも供給され、シーズン終盤をセナによる連勝で締めくくった。
チームメイトの1991年のインディカー王者マイケル・アンドレッティは、接触事故が相次ぐなどF1に馴染めず、終盤3戦はミカ・ハッキネンにシートを譲った。ハッキネンは3戦中2戦リタイアとなったものの、第14戦ポルトガルGPでは予選タイムでセナを上回り、完走した第15戦日本GPで初の表彰台に立つなど、強い印象を与えた。
コンストラクターズ選手権では、1位のウィリアムズ・ルノー(168ポイント)に2倍の得点差(マクラーレン/84ポイント)をつけられたが、トップチームとなりつつあったベネトン(72ポイント)を凌いで2位となり、ドライバーズ選手権でもセナ(73ポイント)がウィリアムズのデイモン・ヒル(69ポイント)を上回る2位となった。
セナによるMP4/8での第16戦(最終戦)オーストラリアGP勝利の後、マクラーレンがF1で勝利を挙げるのは、1997年のMP4-12でデビッド・クルサードが開幕戦・オーストラリアGPを制するまで3年半のブランクを必要とした。
チームはシーズン中に、ランボルギーニV12エンジンを搭載したテストマシン（俗にMP4/8Bと呼ばれる）を製造し、セナとハッキネンがテストを行った（後述）。セナは好感触を得て、来季のエンジンにランボルギーニを推したが、チームは資金提供を持ちかけアプローチしてきたプジョーと翌年の契約を結んだ。セナは6年在籍したマクラーレンからの離脱を表明し、ウィリアムズ・ルノーへと移籍した。

## スペック

### シャーシ
- シャーシ名 MP4/8
- ホイールベース 2,902mm
- 前トレッド 1,692mm
- 後トレッド 1,607mm
- クラッチ AP
- ブレーキキャリパー ブレンボ

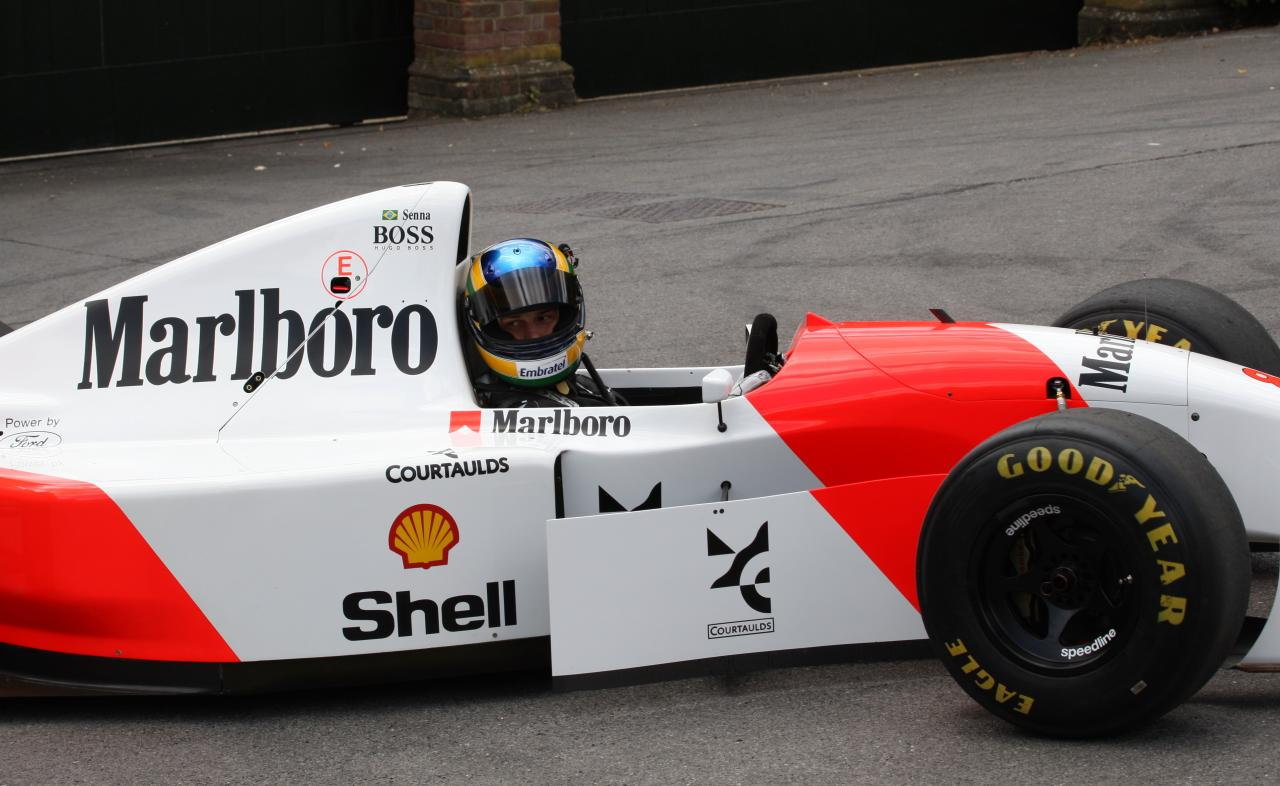
ブルーノ・セナが乗るMP4/8。ボディサイドにバージボードを装備している（2010年グッドウッド・フェスティバル・オブ・スピードにて）。

- ダンパー ビルシュタイン＆TAGエレクトロニクス製アクティブサスペンション
- ホイール スピードライン（英語版）
- タイヤ グッドイヤー
- ギヤボックス 6速縦置きセミオートマチック

### エンジン
- エンジン名 フォード・コスワース・HB シリーズV、VII、VIII[1]
- 気筒数・角度 V型8気筒・75度
- 排気量 3,500cc
- エレクトロニクス TAGエレクトロニクス
- スパークプラグ チャンピオン
- 燃料 シェル
- 潤滑油 シェル

## 記録
| 年   | No. | ドライバー     | 1   | 2   | 3   | 4   | 5   | 6   | 7   | 8   | 9   | 10  | 11  | 12  | 13  | 14  | 15  | 16  | ポイント | ランキング |
| 年   | No. | ドライバー     | RSA | BRA | EUR | SMR | ESP | MON | CAN | FRA | GBR | GER | HUN | BEL | ITA | POR | JPN | AUS | ポイント | ランキング |
| ---- | --- | -------------- | --- | --- | --- | --- | --- | --- | --- | --- | --- | --- | --- | --- | --- | --- | --- | --- | -------- | ---------- |
| 1993 | 7   | アンドレッティ | Ret | Ret | Ret | Ret | 5   | 8   | 14  | 6   | Ret | Ret | Ret | 8   | 3   |     |     |     | 84       | 2位        |
| 1993 | 7   | ハッキネン     |     |     |     |     |     |     |     |     |     |     |     |     |     | Ret | 3   | Ret | 84       | 2位        |
| 1993 | 8   | セナ           | 2   | 1   | 1   | Ret | 2   | 1   | 18  | 4   | 5   | 4   | Ret | 4   | Ret | Ret | 1   | 1   | 84       | 2位        |

- 太字はポールポジション、斜字はファステストラップ、Retは途中棄権。(key)

- 5勝 1PP（1993年）
- コンストラクターズランキング2位。
- ドライバーズランキング2位（アイルトン・セナ）5勝 1PP
- ドライバーズランキング11位（マイケル・アンドレッティ）予選最高位5位 決勝最高位3位（第13戦迄）
- ドライバーズランキング15位（ミカ・ハッキネン）予選最高位3位 決勝最高位3位（第14 - 16戦にアンドレッティに代わって出走）

## MP4/8B
マクラーレンは翌1994年に使用するエンジンを探してランボルギーニと接触。MP4/8のシャーシに、親会社クライスラーの協力で大幅に改良を加えたランボルギーニ3512エンジンを搭載したテスト専用車、MP4/8Bが製作された。V8エンジン用のシャーシにV12エンジンを搭載したので、若干ホイールベースが長くなったり、ギヤボックスや電子制御に改良が加えられるなど、オリジナルのMP4/8と違う点もいくつかある。
1993年9月28日にエストリルサーキットで行われたテストにセナのドライブで初登場した。フロントウイング翼端板にグッドイヤーのマークが施されている以外は何もマークはなく、真っ白なマシンだった。
その後、シルバーストーンでのテスト中にハッキネンがとてつもないエンジンブローに見舞われた。ハッキネン曰く、「（エンジンは）素晴らしかった。馬力がどんどん出るんだ。素晴らしかったよ。本当に飛んでいるようだった。でもハンガーストレートからストウに向かうとき、爆発したんだ…いや本当に爆発したんだよ！すごかった。たぶん僕が経験した中で最大のエンジンブローだったと思う。まさにショッキングだったね。エンジンの破片やピストンが僕を追い越して右や左やあらゆるところに飛んでいった。ヘルメットの上を飛んでいくのが見えたよ。大爆発だった。フロアには穴が開いた。F1キャリアの中で最も特別な瞬間のひとつだね。そしてあの信じられないような音といったら」。
セナも高評価を与えていたが、結局、1994年型マシンのMP4/9にはプジョーV10エンジンの搭載が決定。ランボルギーニとの提携は幻となった。そしてこのテスト限りで、ランボルギーニはF1からの全面撤退を決定した。